# Парк Ататюрка (Бишкек)
Парк Ататюрка (кирг. Ататүрк паркы) — городской парк в Бишкеке. Находится на пересечении улиц Ахунбаева и Шакирова на территории Октябрьского района. Назван в честь первого президента Турецкой Республики Мустафы Кемаля Ататюрка.

## Названия
- 1957—1967 — парк культуры и отдыха имени 50-летия СССР
- 1967—1996 — парк культуры и отдыха «Дружба»
- 1996—н. в. — парк имени Кемаля Ататюрка

## История
Парк культуры и отдыха имени 50-летия СССР был заложен в 1957—1958 годах и служил дендропарком Ботанического сада АН Киргизской ССР. В 1962 году дендропарк был передан городскому исполнительному комитету, а в 1967 году переименован в парк культуры и отдыха «Дружба». В советское время в парке работало 28 различных аттракционов.
С распадом СССР парк был заброшен. В 1996 году парк получил имя в честь первого президента Турции Мустафы Кемаля Ататюрка. Тогда же территория парка Ататюрка на 49 лет была отдана в аренду фонду Осмонакуна Ибраимова. Кроме того, тогда в парке был установлен мемориальный комплекс в память об участниках афганской войны (архитекторы Т. Кенешов и Ж. Исаков).
В 1990-е годы началась застройка части парка различным жильём. Пик строительства пришёлся на 2000-е годы, когда парк стал фигурировать в различных скандалах, связанных с продажей земли высшим должностным лицам Кыргызстана или их родственникам под индивидуальное жильё. В связи с этим новый квартал начали называть «второй Рублёвкой». Среди владельцев жилья на территории парка значится пятый президент Кыргызстана Сооронбай Жээнбеков. В период с 2000 по 2008 годы различными чиновниками было передано около сотни участков парка во владение 173 лицам. В результате выделения земли территория парка сократилась на 30 гектар, то есть почти на треть.
В августе 2002 года парк был признан историко-культурным памятником.
В 2009 году в парке прошла реконструкция, после которой на центральной аллее появился фонтан. Тогда же у входа был установлен памятник Мустафе Кемалю Ататюрку. В мае 2017 года в парке были смонтированы большие уличные шахматы, которые вскоре пострадали от рук вандалов. 1 июня 2017 года в связи с опасениями в безопасности в парке прекратили работу все аттракционы. Окончательно демонтаж аттракционов произошёл в 2020 году.
В 2014 году представители Турции предложили благоустроить парк за счёт собственных средств. Спустя четыре года Союз муниципалитетов тюркского мира, созданный при Организации тюркских государств, подписал меморандум о сотрудничестве с мэрией Бишкека. Предполагалось, что за счёт гранта в размере 500 тысяч долларов будет проведена реконструкция парка. Совместными усилиями Бишкекглавархитектуры, Бишкекзеленхоза и грантодателей был разработан эскизный проект реконструкции, но его реализацию так и не начали.
В 2019 году депутат бишкекского городского кенеша Куванычбек Конгантиев предложил выделить южную часть парка Ататюрка в новый и назвать его в честь Чингиза Айтматова.
В марте 2024 года мэр Бишкека Айбек Джунушалиев подписал постановление об утверждении границы парка имени Ататюрка. Территория площадью 107 гектаров утверждена в границах, установленных постановлением Бишкекской городской государственной администрации «О закреплении территорий парка «50 лет СССР» в пользование городскому объединению парков и зон отдыха для текущего содержания и благоустройства» № 225 от 25 июня 1992 года. Так, 43 гектара земли, ранее выделенные под строительство, должны быть возвращены под парк.

## Описание
Площадь парка составляет 74 гектара. Парковый партер сделан в виде двух кругов, откуда отходят диагональные аллели, разделяющие парк на треугольники. На территории парка растёт порядка 40 видов деревьев. Около 65 % парка заняты лиственными деревьями, а 35 % парка составляют хвойные. Самыми распространёнными являются берёза, липа, плосковеточник, сосна обыкновенная и тополь Болле.
На территории парка в заброшенном состоянии находится колесо обозрение, детский автодром и комната смеха. В центральной аллее расположено кафе «Бермет» («Жемчужина»), выполненное в стиле архитектурная бионика.